# Percy Prado
Percy Prado (Lima, departamento de Lima, Perú, 14 de enero de 1996) es un futbolista peruano nacionalizado francés. Juega como lateral derecho y actualmente juega en el Nantes Metropole club de Futsal.

## Biografía

### Nantes
Se fue a los 4 años a Francia con su familia. Sus padres se mudaron al país europeo por motivos de trabajo. Cuando tenía 6, unos cazatalentos lo vieron en un torneo de niños y lo invitaron al FC Nantes. Ahí empezó todo, pasó por los equipos sub-13, sub-15, sub-17 y sub-21 del club, donde inclusive fue capitán. 
En el año 2014 fue ascendido a la filial del club y para la temporada 2019 - 2020 fue ascendido al primer equipo donde jugó al lado de Cristian Benavente, no obstante, al finalizar la temporada, el equipo decidió no renovarle contrato.

### Sporting Cristal
Luego de estar sin club desde junio del 2020, fue fichado por Sporting Cristal en enero de 2021 por dos temporadas. Esta fue la primera experiencia futbolística de Prado en su país natal. A pesar de que su llegada fue mediática para la prensa debido a que venía desde una liga muy competitiva, el nivel de Prado fue totalmente discreto y era el tercer lateral derecho del equipo, jugando únicamente 5 partidos durante el año. El 5 de enero del 2022, el equipo rimense comunicó que por mutuo acuerdo, Prado y el club habían firmado la rescisión de su contrato. 

## Clubes
| Club             | País    | Año         |
| ---------------- | ------- | ----------- |
| FC Nantes "B"    | Francia | 2014 - 2018 |
| FC Nantes        | Francia | 2019 - 2020 |
| Sporting Cristal | Perú    | 2021        |

## Estadísticas
| Club             | División   | País    | Año         | Partidos | Goles |
| ---------------- | ---------- | ------- | ----------- | -------- | ----- |
| F. C. Nantes "B" | National 2 | Francia | 2014 - 2018 | 122      | 0     |
| Nantes FC        | Ligue 1    | Francia | 2019 - 2020 | 4        | 0     |
| Sporting Cristal | Liga 1     | Perú    | 2021        | 5        | 0     |

## Palmarés

### Campeonatos nacionales
| Título            | Club             | País | Año  |
| ----------------- | ---------------- | ---- | ---- |
| Copa Bicentenario | Sporting Cristal | Perú | 2021 |

### Torneos cortos
| Título          | Club             | País | Año  |
| --------------- | ---------------- | ---- | ---- |
| Torneo Apertura | Sporting Cristal | Perú | 2021 |